# Parchomiwka (obwód charkowski)
Parchomiwka (ukr. Пархомівка) – wieś na Ukrainie, w obwodzie charkowskim, w rejonie krasnokutskim. W 2001 roku liczyła 3679 mieszkańców. W 2024 roku liczyła 2685 mieszkańców.
Pierwsza wzmianka o miejscowości pochodzi z 1688 roku.